# حي شرق حدين (صنعاء)

تعديل مصدري - تعديل

حي شرق حدين أحد أحياء مديرية السبعين في مدينة صنعاء اليمنية، بلغ عدد سكانه 9558 نسمة حسب التعداد السكاني في اليمن لعام 2004.

## الحارات
| الحارة                 | عدد المساكن | عدد الأسر | الذكور | الأناث | الإجمالي |
| ---------------------- | ----------- | --------- | ------ | ------ | -------- |
| حارة القادسية الجنوبية | 162         | 147       | 640    | 566    | 1206     |
| حارة الاصبحي الشرقي    | 537         | 519       | 2019   | 1836   | 3855     |
| حارة الاصبحي الشمالية  | 354         | 295       | 1296   | 998    | 2294     |
| حارة الاصبحي الجديد    | 333         | 304       | 1115   | 1088   | 2203     |
| الإجمالي               | 1386        | 1265      | 5070   | 4488   | 9558     |